# Galéas Ier Visconti
Pour les articles homonymes, voir Visconti.
Pour les autres membres de la famille, voir Famille Visconti.
Galéas Ier Visconti, en italien Galeazzo I Visconti, né le  21 janvier 1277 et mort le 6 août 1328 à Pescia (Toscane), est un noble qui fut seigneur de Milan de 1322 à 1327.

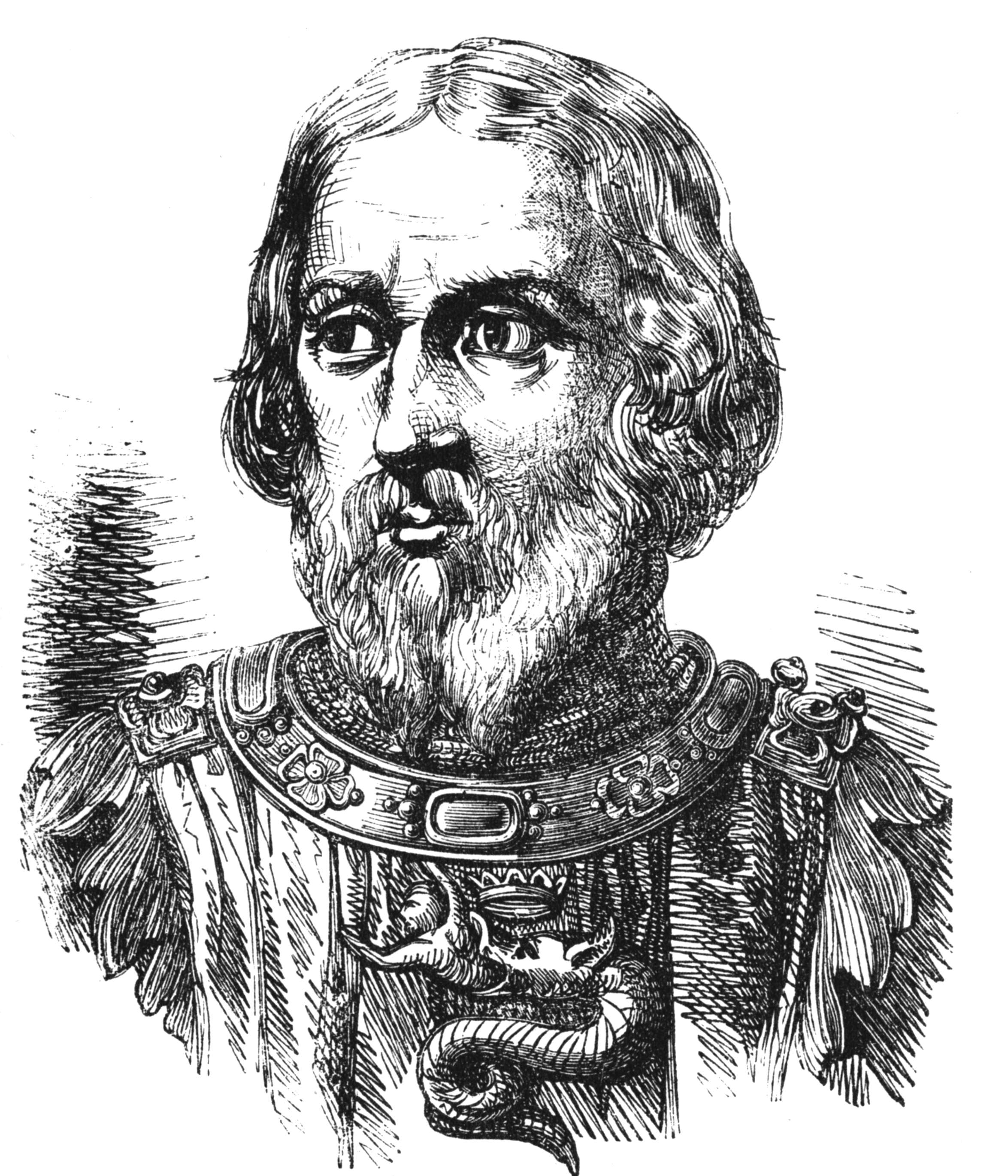
Galeas Ier Visconti
(illustration anonyme du XVIIIe siècle)

## Biographie
Galéas était le fils de Mathieu Ier (1250-1322) et de Bonacossa Borri (NC-1321). Il naquit, fort opportunément, le jour même de la victoire de Desio remportée par son arrière-grand-oncle Otton Visconti sur les troupes de la faction guelfe des Della Torre.
En 1298, il est nommé podestat de Novare et ne le restera que jusqu'en 1299.
Il épouse, le 24 juin 1300, Béatrice d'Este (1268-1334), fille d'Obizzo II d'Este, seigneur de Ferrare et de Modène et veuve de Nino Visconti de Pise.
Cette même année, son père décide de l'associer à son gouvernement de Milan mais la famille Della Torre et le parti guelfe chassent les Visconti. Pendant que Mathieu part à Motteggiana auprès des Scaligeri, Galéas va séjourner à Ferrare auprès de la famille d'Este où il restera jusqu'en 1311 et où naitront ses enfants.
En 1311, son père ayant recouvré sa seigneurie milanaise grâce à l'empereur Henri VII, Galéas est nommé seigneur de Plaisance.
Les années qui suivent sont marquées par les affrontements avec les troupes guelfes des Torriani.  Passerino della Torre est défait, en mars 1312, à Soncino. En 1313, nouvelles défaites des troupes torriani à Gaggiano et à Rho, près de Pavie et, en 1315, des Angevins à Voghera et à Montecatini Terme. À partir de 1317, la guerre des excommuniés commence, opposant Mathieu Ier et sa famille au pape qui les excommunie et les accuse d'hérésie.
En 1321, Galéas assiège Crema et Crémone en septembre puis, en novembre, défait les troupes gibelines de Plaisance et de Lodi à Borgo Val di Taro.
Mathieu, âgé de 70 ans et las, appelle Galéas pour le remplacer au gouvernement de Milan en juin 1322 et se retirer. Galéas laisse le gouvernement de Plaisance à son épouse Béatrice et à son fils Azzon.

Blason familial : d'argent au serpent d'azur ondoyant en pal engloutissant un enfant de carnation

Mathieu meurt un mois après, le 24 juin 1322, dans sa retraite de Crescenzago, près de Milan, et Galéas est nommé capitaine du peuple pour une année.
En novembre, il est contraint de quitter Milan en raison d'un soulèvement organisé par son cousin Lodrisio Visconti. Galéas se réfugie à Lodi, pendant que le gouvernement de la cité est confié au capitaine bourguignon Jean de Chatillon.
Craignant un retour des Torriani, le même Lodrisio se décide à rappeler à Milan Galéas en décembre. La ville est sujette aux pillages et au désordre pendant trois jours, mais, le 29 décembre 1322, Galéas réussit à se faire proclamer seigneur de Milan par l'assemblée populaire.
Les rivalités familiales surgissent : son frère Marco l'accusa, en 1327, auprès de l'empereur Louis IV de Bavière, de trahison au profit du pape.
Le 5 juillet 1327, l'empereur destitue Galéas et le fait incarcérer dans la prison des Fours (I Forni) de Monza avec ses deux autres frères Jean et Lucien, sous l'accusation de l'assassinat du frère Étienne.
Galéas est libéré le 25 mars 1328 et part à Lucques auprès de Castruccio Castracani.
Il meurt à Pescia le 6 août 1328. Sa veuve Béatrice lui survivra jusqu'au 15 septembre 1334.
Sa succession sera assurée par son fils Azzon qui sera nommé vicaire impérial le 15 janvier 1329.

## Descendance
De son mariage avec Béatrice d'Este, naquirent deux enfants :
- Azzon (1302-1339) qui deviendra seigneur de Milan en 1329,
- Ricciarda (1304-1361) qui épousa, en 1329, le marquis Thomas II de Saluces (ca 1304-1357).

Galéas eut également une fille illégitime, Caterina, qui épousa le Génois Alaone Spinola.